# Скандинавскоромски језик
Скандинавскоромски језик је северногермански параромски језик које говоре норвешки (енгл. tavringens rakripa), шведски (швед. svensk romani) и дански путници, ромска мањинска заједница у Норвешкој и око 100–150 старијих говорника. Раније се говорио у Шведској.

## Правопис
Попут англоромана у Британији и Калоа у Шпанији скандинавскоромски језик се ослања на сада изумрли речник наглашеног ромског језика. Међутим, већи део оригиналне ромске граматике је изгубљен па сада комуницирају користећи шведску или норвешку граматику. Такође, не постоји стандардизовани облик скандинавскоромском језика већ варијације у речнику, изговору и употреби у зависности од говорника. У штампи, скандоромске речи се често пишу шведским (С) или норвешким (Н) словима (ä, æ, ø, å) и комбинацијама слова које представљају ромске гласове tj- или kj- ( alt. ) за č  и čh . Неки примери скандороманских варијанти правописа су tjuro (S) / kjuro (N) за нож и gräj (S) / grei (N) за коња.